# Sidamulya (Cisaga)
Sidamulya is een bestuurslaag in het regentschap Ciamis van de provincie West-Java, Indonesië. Sidamulya telt 1812 inwoners (volkstelling 2010).